# Thaleropia
Thaleropia es un género con tres especies de plantas perteneciente a la familia Myrtaceae. Es originario de Nueva Caledonia hasta el norte de Australia.

## Especies
- Thaleropia hypargyrea (Diels) Peter G.Wilson, Austral. Syst. Bot. 6: 257 (1993).
- Thaleropia iteophylla (Diels) Peter G.Wilson, Austral. Syst. Bot. 6: 256 (1993).
- Thaleropia queenslandica (L.S.Sm.) Peter G.Wilson, Austral. Syst. Bot. 6: 258 (1993).